# Seznam předsedů Poslanecké sněmovny Parlamentu České republiky
Seznam předsedů Poslanecké sněmovny Parlamentu České republiky uvádí chronologický přehled předsedů stojících v čele české dolní komory – Poslanecké sněmovny, od jejího vzniku v lednu 1993. Ústava zakotvila dvoukomorový parlament složený z Poslanecké sněmovny a Senátu. V čele Poslanecké sněmovny stáli zástupci ODS, ČSSD, ANO a TOP 09, sedm mužů a dvě ženy. Od listopadu 2021 je předsedkyní Markéta Pekarová Adamová z TOP 09. 

## Seznam předsedů
| Pořadí         | Portrét        | Jméno                    | Funkční období                      | Funkční období                      | Funkční období                      | Strana | Strana | Vládnoucí strany                   |
| Pořadí         | Portrét        | Jméno                    | Nástup do úřadu                     | Opuštění úřadu                      | Dny v úřadu                         | Strana | Strana | Vládnoucí strany                   |
| -------------- | -------------- | ------------------------ | ----------------------------------- | ----------------------------------- | ----------------------------------- | ------ | ------ | ---------------------------------- |
| 1.             |                | Milan Uhde               | 1. ledna 1993                       | 6. června 1996                      | 1252                                |        | ODS    | ODS, KDS, ODA, KDU-ČSL             |
| 2.             |                | Miloš Zeman              | 27. června 1996                     | 19. června 1998                     | 722                                 |        | ČSSD   | ODS, ODA, KDU-ČSL                  |
| 3.             |                | Václav Klaus             | 17. července 1998                   | 20. června 2002                     | 1464                                |        | ODS    | ČSSD                               |
| 4.             |                | Lubomír Zaorálek         | 11. července 2002                   | 15. června 2006                     | 1435                                |        | ČSSD   | ČSSD, US-DEU, KDU-ČSL              |
| 5.             |                | Miloslav Vlček           | 14. srpna 2006                      | 30. dubna 2010                      | 1355                                |        | ČSSD   | ODS, KDU-ČSL, SZ                   |
| Úřad neobsazen | Úřad neobsazen | Úřad neobsazen           | 1. května 2010 – 3. června 2010     | 1. května 2010 – 3. června 2010     | 1. května 2010 – 3. června 2010     |        |        |                                    |
| 6.             |                | Miroslava Němcová        | 24. června 2010                     | 28. srpna 2013                      | 1161                                |        | ODS    | ODS, TOP 09, VV (LIDEM)            |
| Úřad neobsazen | Úřad neobsazen | Úřad neobsazen           | 28. srpna 2013 – 27. listopadu 2013 | 28. srpna 2013 – 27. listopadu 2013 | 28. srpna 2013 – 27. listopadu 2013 |        |        |                                    |
| 7.             |                | Jan Hamáček              | 27. listopadu 2013                  | 26. října 2017                      | 1429                                |        | ČSSD   | ČSSD, ANO, KDU-ČSL                 |
| 8.             |                | Radek Vondráček          | 22. listopadu 2017                  | 21. října 2021                      | 1429                                |        | ANO    | ANO, ČSSD                          |
| 9.             |                | Markéta Pekarová Adamová | 10. listopadu 2021                  | úřadující                           | 1208                                |        | TOP 09 | ODS, STAN, KDU-ČSL, TOP 09, Piráti |